# Celia Levi
Celia Levi, nacida en 1981, es una autora francesa. Publica su primera novela Les Insoumises en 2009 y en 2020, su cuarta novela La Tannerie.

## Análisis de sus publicaciones
Su primera novela Les Insoumises, una novela epistolar, es también descrita como una novela de aprendizaje, protagonizada por dos mujeres jóvenes, una, Louise, en París, y la otra, Renée, en Italia. Louise es una joven ferozmente rebelde contra la sociedad que pretende tomar parte en política, mientras que Renée busca sobre todo el placer. Pero las ilusiones de ambas se debilitarán.
En 2010 aparece Intermittences, obra en la que un joven pintor recorre los platós de cine y extras para obtener su cuota de horas y el estatus de trabajador temporal. Se ve pues obligado a encontrar un punto medio entre sus aspiraciones y la necesidad de ganarse la vida.
En Dix yuans un kilo de concombres, obra publicada en 2014, Celia Levi cambia de escenario: su tercera novela está ambientada en Shanghái, ciudad en la que vivió un año. El protagonista y su familia se ven amenazados por la expropiación en una ciudad que, bajo la apariencia de modernidad, expulsa a los más pobres.
En agosto de 2020, se publica su cuarta novela La Tannerie. Su protagonista es una joven bretona que se traslada a París para ser librera, pero se convierte en "anfitriona" de un local cultural instalado en una antigua curtiduría. Celia Levi describe a través de su personaje la precariedad de las personas que trabajan en la cultura, la falsedad de las relaciones, las desigualdades, los daños del liberalismo y las luchas sociales personales y colectivas, en particular el movimiento contra la ley del trabajo.
El libro que, como su primera novela Les Insoumises, se asemeja a una novela de aprendizaje fue bien recibido por la crítica. El nombre de Gustave Flaubert y de dos de sus novelas, Madame Bovary y L'Education sentimentale fueron mencionados por los críticos. Celia Levi expresa su ambigua relación con Flaubert en un artículo para Le Nouvel Observateur: “Habría que huir de Flaubert...". Explica que como "autor de la escuela", "referencia fosilizada", se debería huir de él añadiendo así: “Es olvidar que uno no elige sus referencias, uno se nutre de ellas a pesar de sí mismo ".